# 捲土重来
| ウィキペディアには「捲土重来」という見出しの百科事典記事はありません（タイトルに「捲土重来」を含むページの一覧/「捲土重来」で始まるページの一覧）。 代わりにウィクショナリーのページ「捲土重来」が役に立つかもしれません。 |